# Festung Kowno

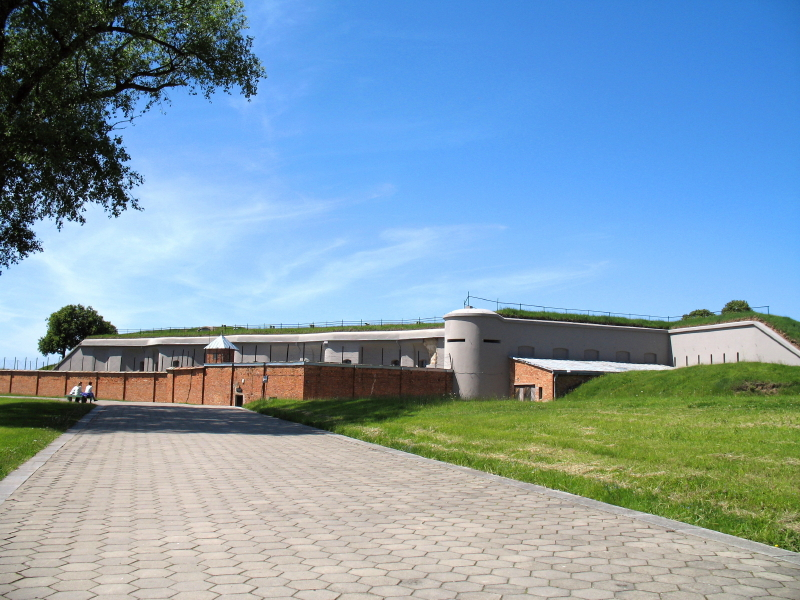
IX. Fort (Devintas Fortas)

Die Festung Kowno (lit. Kauno tvirtovė) war eine von  1882 bis 1915 gebaute Festung im zaristischen Gouvernement Kowno, im Russischen Kaiserreich. Bekannt ist das IX. Fort wegen der dort begangenen Morde an Juden während der deutschen Besetzung 1941–44. Die Reste der Festungsanlagen befinden sich jetzt in der heutigen zweitgrößten litauischen Stadt Kaunas. Nach dem Ende des Zweiten Weltkrieges wurden die Forte einige Jahre wieder als Gefängnis genutzt. Jetzt gibt es ein Museum und einen Park.

## VI. Fort
Das VI. Fort (litauisch VI fortas) besteht in zwei Arealen: Eine große Anlage und ein separat gelegenes Lagerhaus, das heute noch in Benutzung ist.